# Harting (Familienname)
Harting ist ein deutscher Familienname.

## Herkunft
1. Harting ist eine patronymische Bildung auf -ing zu einem mit dem Namenwort harti gebildeten Rufnamen (z. B. Hartmann, Hartwich).
2. Harting ist ein Herkunftsname zu den Ortsnamen Harting (Bayern) und Hartingen (Niedersachsen).[1]

## Namensträger
- Amarentia Wilhelmina Harting (1756–1801), niederländische Frau in Russland
- Chad Harting (* 1972), US-amerikanischer Leichtathlet
- Christian Harting (* 1976), deutscher Schauspieler
- Christoph Harting (* 1990), deutscher Diskuswerfer
- Dietmar Harting (* 1939), deutscher Unternehmer und DIN-Präsident
- Elisabeth Schmitz-Mayer-Harting (1929–2009), österreichische Redakteurin, Literaturwissenschaftlerin und Gründerin der KÖF
- Frank Harting (* 1961), deutscher Handballspieler
- Franz von Harting (1778–1843), österreichischer Generalmajor
- Gustav Harting (1898–nach 1961), deutscher Versicherungsmanager
- Hans Harting (Leichtathlet) (1926–2004), niederländischer Leichtathlet
- Johannes Harting (1868–1951), deutscher Physiker und Optiker
- Julia Harting (* 1990), deutsche Leichtathletin
- Peter Harting (* 1951), deutscher Schauspieler
- Pieter Harting (1812–1885), niederländischer Mediziner, Geologe, Hydrologe und Botaniker
- Robert Harting (* 1984), deutscher Diskuswerfer
- Uwe Harting (* 1959), deutscher Handballspieler
- Zach Harting (* 1997), US-amerikanischer Leichtathlet